# Sin Dios
Sin Dios va ser un grup de hardcore punk de Madrid, que va utilitzar la música com a forma de difusió ideològica anarcosindicalista, tocant en centres socials okupats i donant exemple d'autogestió anticapitalista en tots allò relacionat amb la banda: els discos es publicaven sempre a preus populars (la meitat o un terç dels comercials) amb un llibret amb les lletres, comentaris i dibuixos sobre les cançons, els concerts sempre eren a preus raonables, tant l'entrada com la beguda, no tocaven per a institucions o partits polítics, autoproducció del seu material i autogestió de les gires de concerts, sense mànagers ni buscar el lucre personal per mitjà del grup.
L'any 2000, el segell alemany Skuld Releases va editar en un doble LP els tres primers discos de Sin Dios en format de luxe, 1991 - 1997 - Años de autogestión - Parte I, fet que va suposar el reconeixement del grup a Europa i un augment de popularitat.

## Discografia
- ... Ni amo (1990)
- Ruido anticapitalista (1991)
- Alerta antifascista (1993)
- Guerra a la guerra (1997)[2]
- Solidaridad (1999)
- Ingobernables (2000)[3]
- Odio al imperio (2002)
- Recortes de libertad (2005)